# Ljusversen

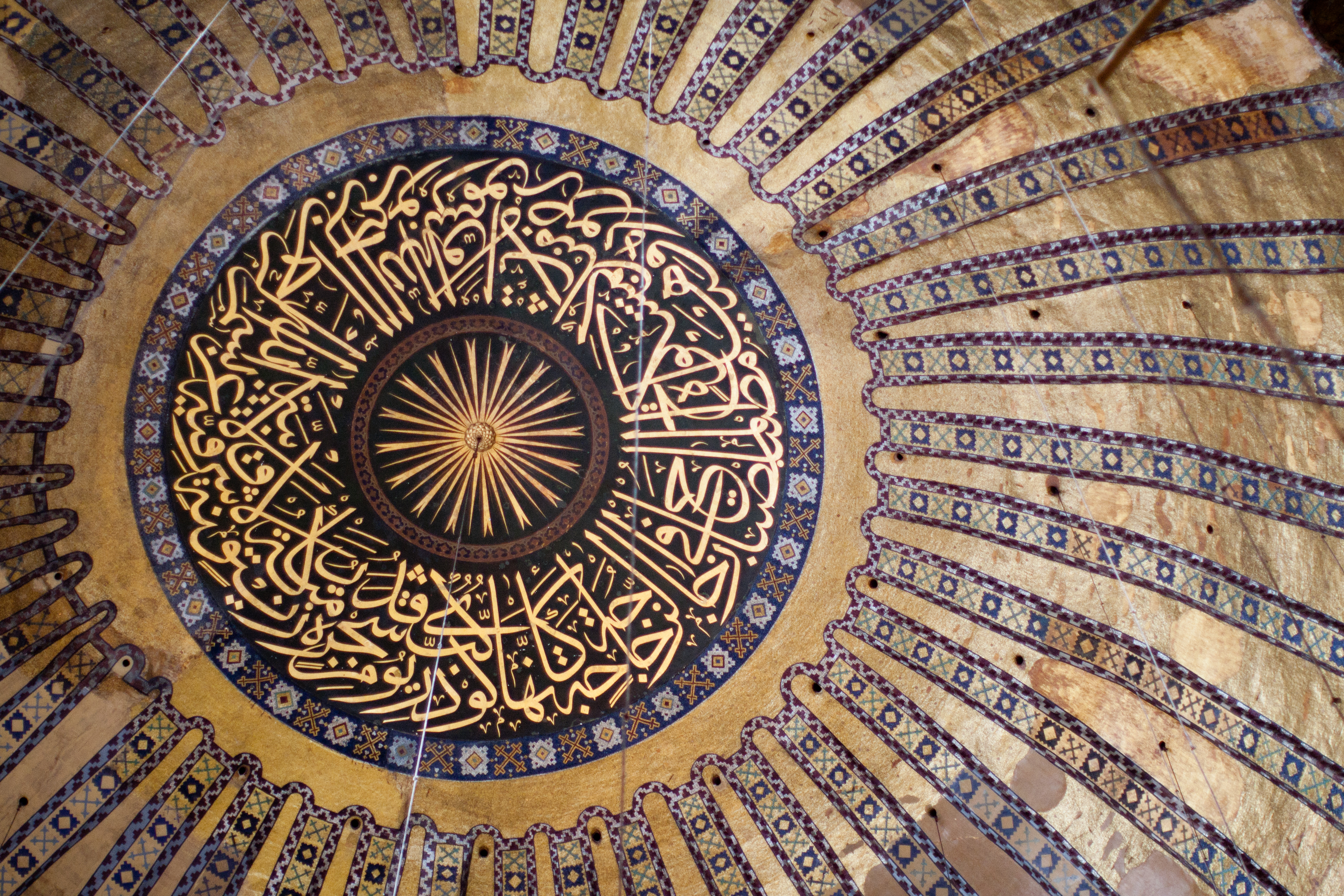
Taket innanför Hagia Sophia-moskéns huvudkupol är dekorerat med början av Ljusversen.

Ljusversen (arabiska: آیة النور, āyat an-nūr) är vers 35 i kapitlet an-Nur (sura 24) i Koranen. I denna vers har Gud beskrivits som himlarnas och jordens ljus. Med detta menas inte att Gud är fysisk, och det finns många argument bakom varför Gud inte kan vara materiell. Det materiella ljuset som finns i universum är en av Guds skapelser. Även andra saker har beskrivits som ljus i islamisk kultur, såsom Koranen, kunskap, vägledning, tro, islam och den islamiske profeten Muhammed, och enligt de shiitiska imamiterna även de felfria tolv imamerna.

## Versen
"GUD ÄR himlarnas och jordens ljus. Hans ljus kan liknas vid en nisch där en lykta står. Lyktan är [omsluten] av glas och glaset lyser med en stjärnas glans. [Det är en lykta] tänd [med olja] från ett välsignat träd, ett olivträd som varken tillhör öst eller väst och vars olja nästan lyser utan att eld har rört vid den. Ljus över ljus! Gud leder till Sitt ljus den Han vill och därför framställer Han liknelser för människorna. Gud har kunskap om allt."

## I hadith
Det har återberättats från den sjätte shiaimamen Sadiq att profetens dotter Fatima är nischen, och att lyktan är imam Hasan och att glaset är Husayn. Eftersom både Hasan och Husayn är från ett och samma ljus har de båda liknats vid glaset. Imamen sa också att Fatima är glaset, med vilket menas att Fatima är som en lysande stjärna bland världens och himlarnas alla kvinnor, och att det välsignade trädet är Abraham. Att trädet inte är från väst eller öst betyder att han varken är jude eller kristen.